# Toneel in Suriname
Dit artikel geeft een overzicht over toneel in Suriname.

## Toneel inSurinamevan de 19e tot de 20e eeuw

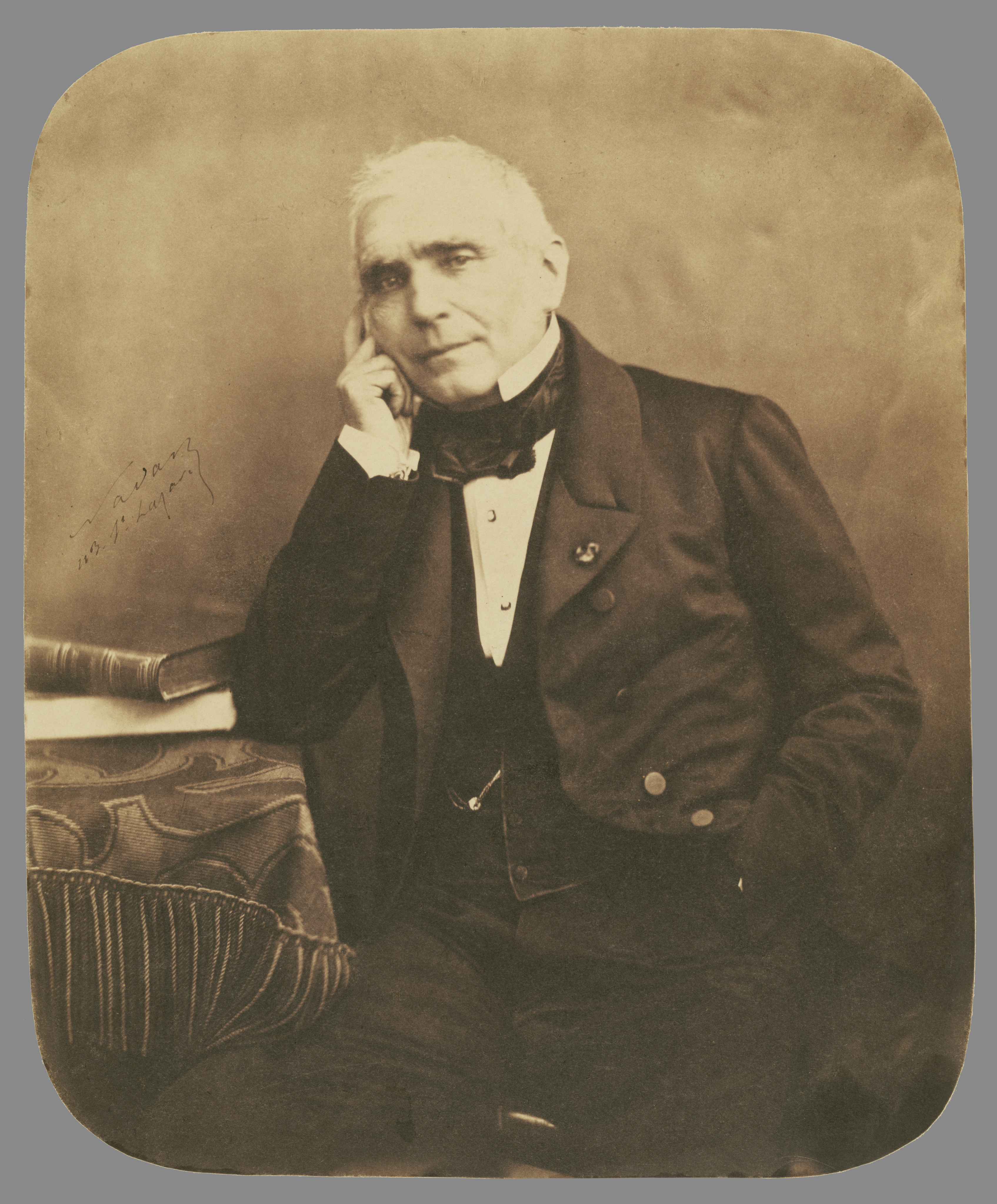
Eugène Scribe

Jan Nepveu maakte in 1773 als eerste melding van een officieel toneelstuk Sabinus en Eponia (treurspel). Kort daarop werd de eerste schouwburg in Suriname geopend: De Hollandsche Schouwburg (1775). Joden en slaven waren niet welkom in deze Schouwburg, maar de Joden hadden ook hun eigen schouwburg: de Joodsche Schouwburg.
Een van de belangrijkste toneelschrijvers waar in die tijd werk van werd opgevoerd was August von Kotzebue (1761-1819) Hij was een Duitser en schreef voornamelijk blijspelen en kluchten, en ook wel ernstige toneelspelen en treurspelen. Hij was erg populair. Hij schreef komische toneelstukken voor het grote publiek, en de personages waren meestal Europeanen die wegvluchtten naar de exotische tropen, wat het publiek natuurlijk erg aansprak. Andere toneelschrijvers die in die tijd erg populair waren, waren Eugène Scribe, A. Ruysch, Marten Westerman, Justus van Maurik en W.A. Iffland. Het waren overwegend Europese toneelschrijvers, het repertoire in die tijd bestond ook voornamelijk uit Nederlandse, Europese of Amerikaanse toneelstukken. De toneelstukken die zij schreven, hadden vaak een conservatief onderwerp: historische treurspelen, gedegen onderwerpen. Er was een toneelschrijfkunst van lokale herkomst.

## 19e eeuw
Tot ver in de 19e eeuw was het toneel een aangelegenheid voor mannen, de meeste vrouwenrollen werden dus ook door mannen gespeeld. Financiering van het toneel gebeurde via een plan van negotiatie, dit waren aandelen die de leden betaalden, waarop ze vervolgens een heel jaar van het toneel mochten genieten. De prijzen waren behoorlijk hoog voor die tijd in vergelijking met de toegangsprijzen voor het theater in Nederland.
Adverteren gebeurde in kranten/aanplakbiljetten/strooibiljetten. Er werd vaak opgetreden voor een goed doel, en veel toneelstukken werden eenmalig opgevoerd. Dit met uitzondering van de rondreizende gezelschappen die hun toneelstukken uiteraard wel meerdere malen vertoonden. Er waren ook geen vaste dagen waarop de toneelstukken werden opgevoerd.
Hieronder staan enkele toneelgenootschappen uit de 18e en 19e eeuw:
- De Verreezene Phoenix (Saramaccastraat) vanaf 1785
- Door Yver Bloeid de Kunst vanaf 1798
- Kunstliefde spaart geen vlijt vanaf 1798
- Oeffening Kweekt Kunst (Militaire theater) vanaf 1808
- nieuw Toneel Genootschap De verreezene Phoenix aan de Gravenstraat vanaf 1809
- Oefening Baart Kennis vanaf 1887

Veel genootschappen kampten met financiële problemen en hadden slecht onderhouden panden. Veel kleine gezelschappen en tijdelijke gezelschappen traden op in die panden als het huidige genootschap genoodzaakt was er tijdelijk/permanent mee te stoppen. De prijzen voor plaatsen in het theater moesten steeds meer worden opgeschort. Het was dus heel moeilijk voor een toneelgezelschap om zichzelf staande te kunnen houden. Het niveau werd nog steeds bepaalde door de invloed van Europese theaters, maar langzamerhand kwam er een verschuiving in het theaterpubliek. Eerst was het theater alleen toegankelijk voor de blanke elite, maar tegen het einde van de 19e eeuw gingen ook andere bevolkingsgroepen naar het theater.

## 20e eeuw
Het toneel in Suriname in de 20e eeuw krijgt een totaal ander karakter. Het zelfbewustwordingsproces dat vooral de creolen, Hindoestanen en Javanen doormaken, zorgt ervoor dat het volkstoneel doordringt tot in de theaters. Steeds meer toneelgezelschappen met overwegend zwarte acteurs/regisseurs neemt toe. Een van de belangrijkste gezelschappen in Suriname is Thalia.

### De geschiedenis van Thalia in de 19e eeuw
(1837-1853) Toneel-Genootschap Thalia krijgt een eigen theater. Het bestuur bestaat voornamelijk uit vooraanstaande mannen die o.a. lid zijn van de Maatschappij tot Nut van 't Algemeen. Het toneelgezelschap werd in het begin gekenmerkt door een strak regime, het was een chic gezelschap voor chique mensen. De eerste voorstelling vond plaats in 1840, en daarop volgden er nog veel meer. De toneelstukken waren gebaseerd op de succesvolle toneelstukken in Nederland.
(1853-1880) In deze periode heeft Thalia vooral veel last van slecht onderhoud van het theater. De kosten van het onderhoud worden steeds hoger, en benadelen de artistieke prestaties van de toneelgroep. Het repertoire blijft voornamelijk conservatief en brengt niet veel nieuws aan het publiek. Het artistieke niveau kunnen we niet achterhalen.

### De geschiedenis van Thalia in de 20e eeuw
De 20e eeuw staat bij Thalia in het teken van strijd. Door gebrek aan financiën zijn ze genoodzaakt het theater in gebruik te gegeven aan toneelgenootschappen, klein en groot. Het behoud van het theater blijft een grote last, de schouwburg raakt in verval, en er is veel geld nodig om de verbouwingen en het onderhoud te betalen. Het repertoire is nog steeds klassiek, met uitzondering van enkele jongerengezelschappen die wat modernere stukken spelen.

### Thalia vanaf 1950
De jaren 50 maken een einde aan het klassieke, Europese repertoire in de toneelvereniging. Met de komst van Surinaamse schrijvers/schrijfsters die de Surinaamse cultuur voorop stellen, komen er steeds meer toneelstukken van Surinaamse afkomst die soms ook in het Sranantongo worden opgevoerd. Een van de belangrijkste personen in dit proces is Sophie Redmond, een Surinaams-Nederlandse vrouw die als eerste vrouw in Suriname een doktersdiploma behaalt. Ze staat voor de emancipatie van het Surinaamse volk, vooral op cultureel gebied. Toneel is het middel bij uitstek om de mensen hier bewust van te maken, haar toneelstukken hebben dan ook vaak een voorlichtende/educatieve functie. Andere schrijvers die hier ook aan bijdragen zijn Harold Riedewald en Emanuel van Gonter.

### Grote spelers uit de jaren 50-60
André Conrad, Ulrich Peroti, Wim van Binnendijk (Thalia-voorzitter), Ronni Aletrino, Wilfred Teixeira, Toetie van Binnendijk-Hajary.
Vanaf 1970 tot 1982 liet het toneelgezelschap Thalia niets meer van zich horen. Er is veel concurrentie van andere gezelschappen, Tot Ons Genoegen, Militaire Toneelvereniging, Echo (eerste zwarte toneelgezelschap vanaf 1929), The Gay Caballeros. Financiële problemen kwellen Thalia nog steeds, en het theater wordt nu ook uitbesteed voor andere culturele festiviteiten naast toneel. Het theater wordt vanaf nu ook gebruikt voor commerciële manifestaties, cabaret en bonte avonden. Vanaf de jaren 80 is theater Thalia definitief het domein van alle Surinaamse bevolkingsgroepen.

### Andere toneelgezelschappen in de 20e eeuw in Suriname
- 1963: Toneelgroep Mamio (Lappendeken): vertoonden overwegend blijspelen van Europese en Amerikaanse schrijvers.
- 1972: Doe-theater is opgericht door Thea Doelwijt en Henk Tjon. Het doel van dit toneelgezelschap was idealistisch, Thea Doelwijt schreef de teksten en deze waren voornamelijk gericht op het streven naar een Surinaams nationale eenheid. In de toneelstukken werden verschillende talen gesproken (Sranantongo, Nederlands, Engels), en ook verschillende genres door elkaar heen gebruikt.
- 1959: De toneelgroep NAKS (Na Arbeid Komt Sport) was een multicultureel toneelgezelschap dat voornamelijk stond voor ontspanning, educatie, voorlichting en het publiek vertrouwd maken met de Nederlandse taal.

### Belangrijke regisseurs in het Surinaamse toneel
Henk Zoutendijk was in de jaren 60 dé toonaangevende regisseur die met bijna alle grote gezelschappen samenwerkte. Andere regisseurs waren Hans Caprino, Franklin D. Lafour en Henk Tjon.